# Tällistock (söder om Furkapasset, Obergoms)
Tällistock är en bergstopp i Schweiz.   Den ligger i distriktet Goms och kantonen Valais, i den centrala delen av landet, 90 km sydost om huvudstaden Bern. Toppen på Tällistock är 2 875 meter över havet, eller 108 meter över den omgivande terrängen. Bredden vid basen är 0,52 km.
Terrängen runt Tällistock är huvudsakligen bergig. Trakten runt Tällistock är nära nog obefolkad, med mindre än två invånare per kvadratkilometer.. Närmaste större samhälle är Airolo, 15,8 km öster om Tällistock. 
Trakten runt Tällistock består i huvudsak av gräsmarker.